# Yu Hyeong-won
Yu Hyeong-won (* 21. Januar 1622; † 19. März 1673) war ein koreanischer  Politiker und Ökonom der Joseon-Dynastie. 

## Leben
Er gilt als ein neokonfuzianischer Philosoph und Denker. Er war Mitglied der Sarim-Partei Buk-in (북인, 北人). Sein Schriftstellername war Bangye (반계, 磻溪).